# Cantone di Ayen
Il Cantone di Ayen era una divisione amministrativa dell'arrondissement di Brive-la-Gaillarde.
A seguito della riforma approvata con decreto del 24 febbraio 2014, che ha avuto attuazione dopo le elezioni dipartimentali del 2015, è stato soppresso.

## Composizione
Comprendeva i comuni di:
- Ayen
- Brignac-la-Plaine
- Louignac
- Objat
- Perpezac-le-Blanc
- Saint-Aulaire
- Saint-Cyprien
- Saint-Robert
- Segonzac
- Vars-sur-Roseix
- Yssandon